# Hans Hoyer
Hans Hoyer (* 20. Dezember 1901 in Bruchhausen-Vilsen; † 16. Mai 1987 in Stade) war ein deutscher evangelischer Theologe. Von 1950 bis 1970 war er Landessuperintendent des Sprengels Stade.

## Leben

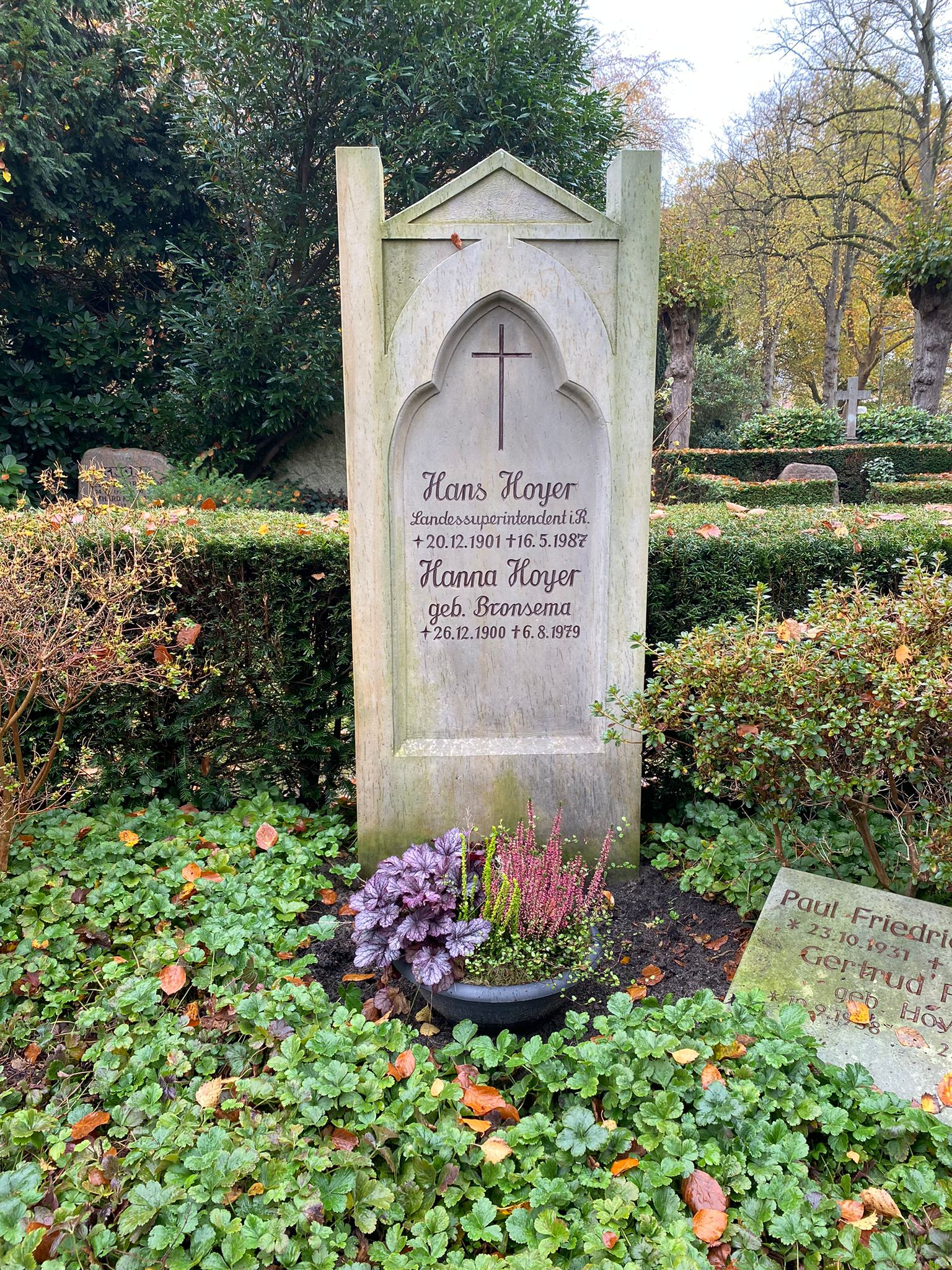
Grabstätte auf dem Stader Horstfriedhof

Hans Hoyer studierte ab 1919 evangelische Theologie in Göttingen und Leipzig, in dieser Zeit war er zudem Kassenhilfsarbeiter im Finanzamt Syke und unterrichtete 1924/1925 Latein, Griechisch, Religion und Geschichte an der Christiansschule in Hermannsburg. In Göttingen wurde Hoyer 1922 Mitglied im Göttinger Wingolf.
Am 21. September 1921 hielt Hans Hoyer seine erste Predigt in der Kirche zu Bruchhausen. Am 10. Oktober 1925 wurde Hans Hoyer in der Neustädter Kirche in Hannover zum Pastoren ordiniert und war Pastor in Hannover-Herrenhausen. 1927 wurde er Pastor in Sudwalde. 1936 wurde er Superintendent des Aufsichtsbezirkes Buer. Am 6. Juli 1949 wurde er zum Landeskirchenrat (heutige Bezeichnung: Oberlandeskirchenrat) ernannt und war als Personaldezernent im Landeskirchenamt Hannover im Gespräch, was sich aber zerschlug. Im Oktober 1949 folgte seine Berufung zum Landessuperintendenten des Sprengel Stade, im Zuge dessen wurde die Ernennung zum Landeskirchenrat rückgängig gemacht. Hoyer trat das Amt 1950 an und hatte das Amt bis 1970 inne. Als Landessuperintendent war er Pastor an der St. Wilhadi-Kirche in Stade.
Hans Hoyer war 1952 Delegierter bei der Tagung des Lutherischen Weltbundes in Hannover. Hans Hoyer war von 1955 bis 1959 Mitglied der Generalsynode der VELKD, von 1967 bis 1973 Mitglied der EKD-Synode sowie Mitglied verschiedener Synoden der Evangelisch-lutherischen Landeskirche Hannovers. Hans Hoyer war von 1950 bis 1970 Geborenes Mitglied im Bischofsrat und von 1961 bis 1970 Mitglied im Kirchensenat der Landeskirche Hannovers.
Seine letzte Ruhestätte fand Hans Hoyer auf dem Horstfriedhof in Stade.

## Schriften
- Partner im Gespräch, sechs Jahrzehnte im Dienst der Kirche. Lutherhaus Verlag, Hannover 1982, ISBN 978-3-87502-147-9
- Unter Gottes Augen. Andachten. Schaumburg, Stade 1978, ISBN 3-87697-008-3